# Monte di Cerro
Le Monte di Cerro est une colline calcaire qui culmine à 754 m d'altitude, à cheval sur les communes de Fossa et Sant'Eusanio Forconese, dans la province de L'Aquila dans la région des Abruzzes en Italie. On y trouve un site fortifié vestin, avec une enceinte longue de 1 020 m, et un château médiéval. En 2009, l'École française de Rome a effectué des sondages sur la porte du site fortifié vestin, sous la direction de Stéphane Bourdin.